# امیر طاهرخانی
امیر طاهرخانی (زادهٔ ۱۳۴۱ تاکستان قزوین) نمایندهٔ حوزهٔ انتخابیهٔ تاکستان (قزوین) در دورهٔ هشتم مجلس شورای اسلامی بوده‌است.